# Saint-Jean-du-Falga
Saint-Jean-du-Falga – miejscowość i gmina we Francji, w regionie Oksytania, w departamencie Ariège.
Według danych na rok 1990 gminę zamieszkiwały 2263 osoby, a gęstość zaludnienia wynosiła 562 osób/km² (wśród 3020 gmin regionu Midi-Pireneje Saint-Jean-du-Falga plasuje się na 152. miejscu pod względem liczby ludności, natomiast pod względem powierzchni na miejscu 1571.).